# Kopf eines Sphinx Sesostris’ III.
Der Kopf eines Sphinx Sesostris’ III. befindet sich in der Ägyptisch-Orientalischen Sammlung des Kunsthistorischen Museum (KHM) in Wien. Zwar gibt keinerlei Inschrift darüber Auskunft, wen die Skulptur darstellt, doch lässt sie sich durch die Porträt-Ähnlichkeit mit inschriftlich gesicherten Bildnissen und durch stilistische Merkmale eindeutig Sesostris III. zuweisen, einem altägyptischen Pharao der 12. Dynastie des Mittleren Reiches. Der unregelmäßige Bruch an der Unterseite des Nemes-Kopftuchs und seine weit nach hinten auslaufende Gestalt deuten darauf hin, dass es sich nicht um den Kopf einer menschengestaltigen Statue handelt, sondern um den einer Sphinx: „Die wuchtige Gestaltung des Kopftuches, das weit nach hinten auslädt, wäre auch keinesfalls als Fortsetzung und Bekrönung menschlicher Schultern denkbar, während sie harmonisch zu einem kräftigen Löwenleib passt.“
Die Herrschaft Sesostris’ III. bildete einen politischen Höhepunkt innerhalb der Zeitperiode des Mittleren Reiches. Er unternahm mindestens einen Vorstoß nach Palästina in das Gebiet von Sichem und mindestens vier Feldzüge nach Nubien, in denen er die ägyptische Herrschaft bis zum 2. Katarakt sicherte. Innenpolitisch gelang es ihm, den lange Zeit mächtigen Provinzadel auszuschalten. Nach dem Untergang des Alten Reiches und dem damit verbundenen schleichenden Verlust der göttlichen Würde des Königs konnte sich nach der ersten Zwischenzeit ein neues Königtum etablieren: „Das Staatenkonzept sieht nun wesentlich anders aus als am Zenith des Alten Reiches. Der König hat durchwegs menschliche Züge; sein Amt ist ruhmvoll, jedoch beschwerlich und voller Gefahren. Er bedarf aller Klugheit und aller Tatkraft, um die eigene Macht vorteilhaft einzusetzen.“ So sieht Dietrich Wildung die Königsplastik Sesostris’ III. als Ausdruck dieses Herrschaftsverhältnisses: „Aus der Gesamtsituation der Zeit der 12. Dynastie betrachtet, verkehrt sich die angebliche Tragik und Melancholie dieser Herrscher, wie sie immer wieder von Statuen abgelesen wurde, in machtpolitische Entschlossenheit und ungetrübtes Selbstbewusstsein.“
Das Porträt zeigt einen breiten Männerkopf mit tiefliegenden Augen, schweren Lidern, Falten unter den Augen, leicht eingezogene Schläfen und eine leicht wulstige Stirn unter dem wuchtigen, gestreiften Königskopftuch. Sogar der anatomische Aufbau von Knochengerüst, Muskeln und Haut werden genau wiedergegeben. Nach Helmut Satzinger gibt das Porträt ohne Zweifel die persönlichen Züge des Königs wieder und widerspiegelt damit einen für diese Zeit charakteristischen Realismus. „Die kräftigen Muskeln zu den Seiten des geraden, ernsten Mundes geben diesem im Verein mit dem massiven Kinn einen fast brutalen Ausdruck.“